# Robert Danis
Ne doit pas être confondu avec Robert Danis (architecte).
Pour les articles homonymes, voir Danis.
Robert Danis (28 octobre 1880 à Audenarde - 3 juillet 1962 à Bruxelles) est un médecin belge, pionnier de l'ostéosynthèse, une technique chirurgicale permettant de reconstituer un os polyfracturé.

## Biographie
Robert Danis fut également professeur de Clinique chirurgicale à l'Université libre de Bruxelles.
En 1949, Robert Danis publie un ouvrage intitulé,Théorie et pratique de l'ostéosynthèse Paris, Masson.